# Stronniczość mediów
Stronniczość mediów polega na systematycznym faworyzowaniu przez środki masowego przekazu jednego stanowiska, gdzie działania te służą korporacjom medialnym, rządom lub partiom politycznym, tym samym wzmacniają jeden układ interesów, a osłabiają układ alternatywny. Stronniczość jest ważna o tyle, o ile wpływa na postawy i zachowania ludzi. Samo stwierdzenie stronniczości nie dowodzi jeszcze wpływu mediów na odbiorców, ale może przyczyniać się do wzmacniania lub osłabiania układów władzy, światopoglądów, postaw lub preferencji politycznych odbiorców. Dystrybucja i kontrola informacji politycznych jest jednym z atrybutów i mechanizmów władzy.
Najczęściej występujące formy stronniczości wykorzystywane do manipulacji mediami to np. reklama wyborcza, korporacjonizm, mainstream, sensacja medialna, cenzura i tendencyjność przekazu medialnego.
W zapobieganiu stronniczości mediów ważny jest profesjonalizm dziennikarski (badania: D. Hallina i P. Mancini), którego rozszerzeniem jest kultura zawodowa dziennikarzy. Na profesjonalizm dziennikarski składają się np. autonomia zawodowa, normy profesji i służba publiczna. Wysoką kulturę zawodową, a jednocześnie profesjonalizm powinien cechować brak lub niski poziom ingerencji w procesy polityczne, krytyczny stosunek do władzy, nastawienie na realizację interesu obywateli, obiektywizm i oparcie na faktach, kierowanie się uniwersalnymi wartościami oraz idealizm w doborze środków do osiągania celów.
W roku 2012 Komitet Obrony Dziennikarzy (Committee to Protect Journalists) uznał, że najbardziej stronnicze są media w następujących krajach: Erytrea, Korea Północna, Syria, Iran, Gwinea Równikowa, Uzbekistan, Mjanma, Arabia Saudyjska, Kuba, Białoruś.